# Referéndum sobre la independencia de Aruba de 1977
El Referéndum sobre la independencia de Aruba de 1977 se celebró en Aruba el 25 de marzo de 1977 y tenía como fin consultar a la población sobre la independencia del Reino de los Países Bajos. En 1976, Los Estates (Parlamento de Aruba) habían aprobado un referéndum sobre el estatus de la isla. A los votantes se les dio la opción de la independencia o permanecer en las Antillas Neerlandesas, con más del 95 % votando a favor de la opción separatista. En 1983, el Tratado de La Haya aceptó la independencia de Aruba para el año 1996, y la isla se separó de las ahoras extintas Antillas Neerlandesas en 1986. Sin embargo, en 1994 el plan para la independencia plena fue cambiado por autonomía dentro del Reino.

## Resultados
| Opción                                   | Votos  | %     |
| ---------------------------------------- | ------ | ----- |
| Independencia                            | 21,418 | 95.17 |
| Permanecer con las Antillas Neerlandesas | 1,085  | 4.83  |
| Votos en blanco/nulos                    | 3,669  | –     |
| Total                                    | 26,172 | 100   |
| Electores registrados/participación      | 37,346 | 70.08 |
| Fuente: Direct Democracy                 |        |       |